# Hulinsaari
Hulinsaari är en ö i Finland. Den ligger i sjön Repovesi, Luujärvi och Tihvetjärvi och i kommunen Kouvola i den ekonomiska regionen  Kouvola ekonomiska region  och landskapet Kymmenedalen, i den södra delen av landet, 150 km nordost om huvudstaden Helsingfors. Öns area är 6,3 hektar och dess största längd är 420 meter i nord-sydlig riktning.